# جون بوتنام شابن
جون بوتنام شابن هو سياسي أمريكي، ولد في 21 أبريل 1810 في برادفورد في الولايات المتحدة، وتوفي في 27 يوليو 1864 في شيكاغو في الولايات المتحدة بسبب نوبة قلبية. نشط حزبياً في حزب اليمين والحزب الجمهوري. وقد انتخب عمدة شيكاغو ‏.